# 船木町
船木町（ふなきちょう）は、山口県厚狭郡にあった町。現在の宇部市船木にあたる。本項では町制前の名称である船木村（ふなきそん）についても述べる。

## 地理
- 山岳 ： 三条山
- 河川 ： 有帆川

## 歴史
近世は、山陽道の宿場町、明治時代には、厚狭郡の行政・経済の中心地であったが、地元民の反対で山陽本線が町を迂回して開通したため、郡の中心地が厚狭に移転し、廃れていった。
- 1889年（明治22年）4月1日 - 町村制の施行により、近世以来の船木村が単独で自治体を形成。
- 1917年（大正6年）9月1日 - 船木村が町制施行して船木町となる。
- 1955年（昭和30年）4月1日 - 吉部村・万倉村と合併して楠町が発足。同日船木町廃止。

## 行政

### 町長
- 紀藤信義[2]

## 交通

### 鉄道路線
- 船木鉄道（1961年廃止）
  - 船木鉄道線
    - 船木町駅 - 裁判所前駅

現在は旧町域を山陽新幹線が通過するが、当時は未開業。

### 道路
- 国道2号